# Kurt Widmer
Kurt Widmer (* 28. Dezember 1940 in Wil, St. Gallen; † 31. Mai 2023 in Basel) war ein Schweizer Gesangspädagoge und Sänger (Bariton).

## Leben
Widmer studierte Violine und Gesang am Konservatorium Zürich bei Ria Ginster, anschliessend besuchte er Meisterkurse bei Franziska Martienssen-Lohmann und ihrem Ehemann Paul Lohmann in Luzern und Wiesbaden und bei Burga Schwarzbach in Wien.
Ab 1966 war er in der Schweiz und international als Konzertsänger tätig. Beispielsweise beim Gemischten Chor Zürich wirkte er zwischen 1967 und 1992 als Solist in 24 Oratorienaufführungen und Konzerten. Konzertreisen führten ihn in verschiedene Städte Europas, nach Israel, Kanada, Russland, Japan und in die USA. Er trat unter Dirigenten wie Rafael Frühbeck de Burgos, Michael Gielen, Paul Sacher, Wolfgang Sawallisch, Horst Stein oder Jesús López Cobos auf. Sein Repertoire reichte von Oratorien und geistlicher Vokalmusik bis zu zeitgenössischen Kompositionen, von denen er mehr als 150 Premieren gesungen hat.
Ab 1968 war Widmer als Gesangspädagoge an der Musik-Akademie der Stadt Basel tätig. Er leitete Meisterkurse in Bozen, Kufstein, Linz, Moskau, Salzburg, Stuttgart, Tokio, Trier, Vaduz und Wien. Schülerinnen von ihm waren u. a. Marion Ammann, Miriam Feuersinger, Montserrat Figueras, Nuria Rial, Anna Lucia Richter; Schüler waren bspw. Markus H. Eberhard, Werner Güra und Clemens Morgenthaler.
Sein Sohn Oliver Widmer ist ebenfalls ein bekannter Bariton und der Ehemann von Cecilia Bartoli.

## Repertoire (Auswahl)
- Domenico Cimarosa: Requiem
- Carl Heinrich Graun: Oratorium Der Tod Jesu
- Joseph Haydn: Die Schöpfung Hob. XXI:2
- Nikolai Andrejewitsch Rimski-Korsakow: Mozart und Salieri
- Camille Saint-Saëns: Weihnachtsoratorium
- Othmar Schoeck: Achilles in Penthesilea
- Franz Schubert: Winterreise op. 89, D 911

## Diskografie (Auswahl)
- Johann Sebastian Bach: Johannes-Passion BWV 245 (Arien), EMI
- Ludwig van Beethoven: Missa solemnis in D-Dur op. 123, Harmonia Mundi und Parnass
- Johannes Brahms: Ein deutsches Requiem op. 45, Harmonia Mundi
- Gabriel Fauré: Requiem op. 48, Schwann AMS Studio
- François-Joseph Gossec: Requiem – Grande Messe des Morts, Erato Records
- Joseph Haydn: Die Jahreszeiten Hob. XXI:3, Vox

## Preise und Auszeichnungen
- 1967: Solistenpreis des Schweizerischen Tonkünstlervereins
- 1985: Regio Preis für Musik des Oberrhein-Vereins zur Förderung der Wirtschaft
- 2007: Kulturpreis der Stadt Wil
- Prix mondial du Disque
- Grand Prix du Disque
- Diapason d’or de l’Académie Prix du Disque Français
- Deutscher Schallplattenpreis
- Preis der deutschen Schallplattenkritik

## Veröffentlichungen
- Und niemand merkt, dass die Giraffe brennt: Gesang ist innerer Bewegung Klang. Cardamina Verlag, Weißenthurm 2018, ISBN 978-3-86424-399-8.
  - And nobody realizes the giraffe is set ablaze: Song is the tune of inherent movement. Cardamina Verlag, Koblenz 2023, ISBN 978-3-86424-593-0.